# Henry Beck
Henry Charles Beck, znany także jako Harry Beck (ur. 1902, zm. 1974) – projektant, typograf, zaprojektował nowatorską mapę londyńskiego metra.

## Twórczość
W latach 1920. mapy londyńskiego metra stały się niezwykle trudne do odczytania, ponieważ próbowały wiernie odtworzyć przebieg linii i usytuowanie geograficzne stacji. W 1933 roku Beck stworzył nową mapę na podstawie wykresu, uwzględniając, zamiast geograficznego położenia stacji, ich wzajemne relacje przestrzenne. Jej podstawą była siatka ośmiokąta, linie przebiegały pod kątem prostym lub 45 stopni. Dzięki temu mapa stała się niezwykle klarowna. Stała się ona standardem w tworzeniu map połączeń komunikacyjnych.